# Alhama
L’Alhama est une rivière espagnole, affluent de l'Èbre.
Ne pas confondre avec d'autres localités portant le même nom, s'expliquant par la même étymologie : Alhama de Granada, Alhama de Murcia.

## Géographie
Elle naît dans la sierra d'Almuerzo dans le territoire municipal de Suellacabras, province de Soria, parcourt 84 km en direction N-E, en entrant dans La Rioja, passant par la province de Soria et entrant à nouveau dans La Rioja par Alfaro, où elle se jette dans l'Ebre.

## Étymologie
Le terme Alhama provient de l'arabe "Al Hamma" لحامة, qui serait traduit comme "bain thermal", en allusion aux eaux thermales qui adhèrent à la rivière dans plusieurs tronçons, spécialement dans la zone appelée "Los baños de Fitero" (les bains de Fitero).

## Localités traversées

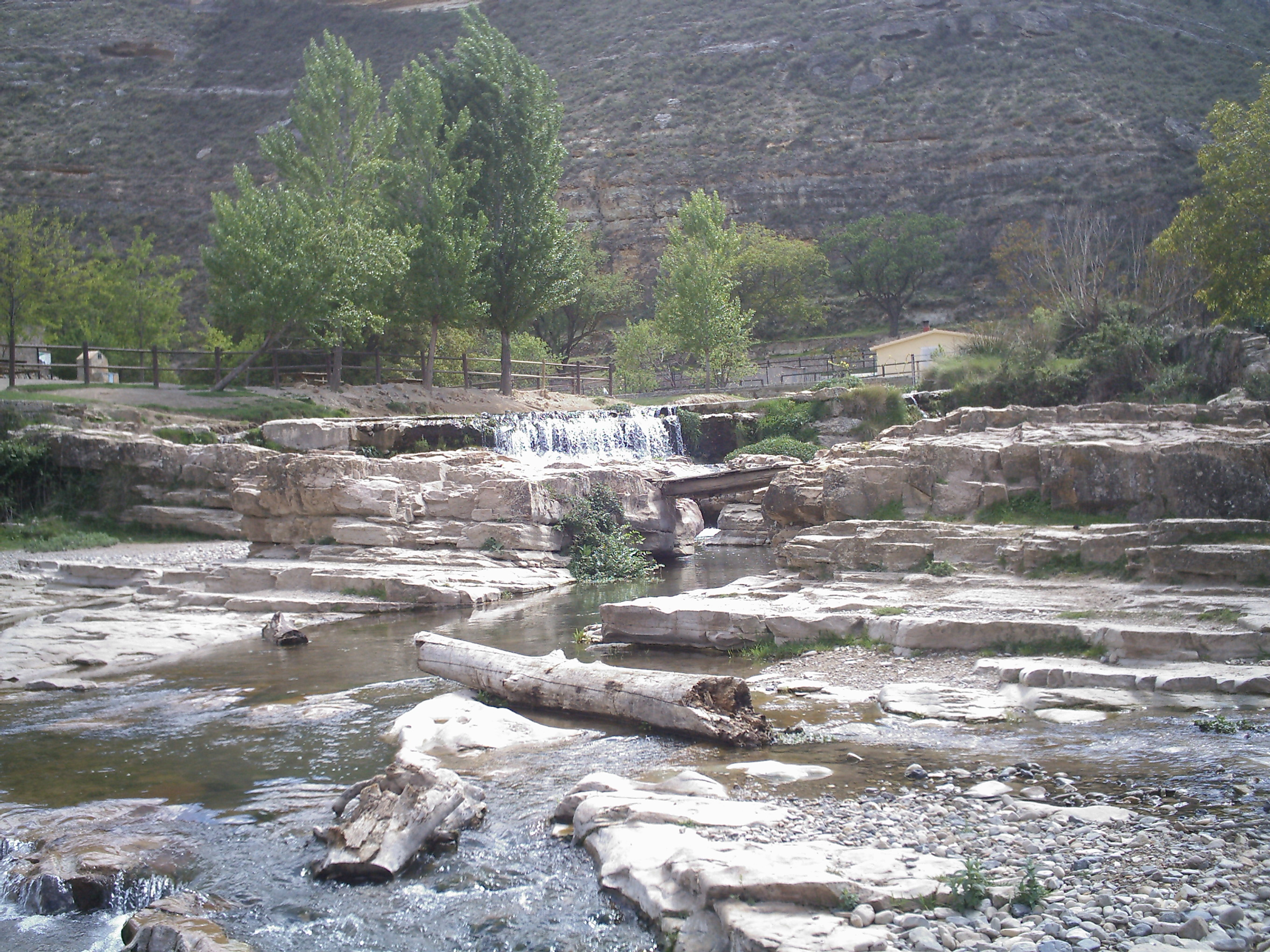
Pozo Largo

Dans l'ordre à partir de sa source jusqu'à son embouchure :
- À Soria
  - Suellacabras
  - Magaña
  - Cigudosa
- Dans La Rioja
  - Aguilar del Río Alhama
  - Inestrillas
  - Cervera del Río Alhama
  - Las Ventas
- En Navarre
  - Baños de Fitero
  - Fitero
  - Cintruénigo
  - Corella
- En La Rioja
  - Alfaro

## Environs et paysages remarquables
- Contrebia Leucade[1]
- Pozo Largo

## Balnéaires
- La Albotea (à Cervera del Río Alhama)
- Baños de Fitero[2]

### Sources
- (es) Cet article est partiellement ou en totalité issu de l’article de Wikipédia en espagnol intitulé « Balneario de Fitero » (voir la liste des auteurs).

- (es) Cet article est partiellement ou en totalité issu de l’article de Wikipédia en espagnol intitulé « Contrebia Leucade » (voir la liste des auteurs).

- (es) Cet article est partiellement ou en totalité issu de l’article de Wikipédia en espagnol intitulé « Aguilar del Río Alhama » (voir la liste des auteurs).